# Statistik Austria

Logo de Statistik Austria

Statistik Austria (Statistics Austria para la comunidad internacional) es el nombre público por el que se conoce a la oficina de estadísticas de Austria, Bundesanstalt Statistik Österreich. En 2000, un proyecto de ley convirtió la Österreichisches Statistisches Zentralamt (Oficina Central de Estadística de Austria) en Statistik Austria.
Statistik Austria es una institución independiente, sin ánimo de lucro, bajo el Derecho Público, que tiene como objetivo ofrecer las estadísticas federales (Bundesstatistik).
Aunque Statistik Austria es actualmente la institución austríaca para la investigación estadística, la organización propiamente dicha había sido ya fundada en 1829 con el nombre de Oficina Estadística (Statistische Bureau). En 1840 cambió su nombre a Direktion der Administrativen Statistik (Dirección de Estadística de la Administración), y nuevamente en 1863 a K.K. Statistische Zentralkommission (Real Comisión Central de Estadística); en la Primera República Austríaca (Erste Republik Österreich) de 1921 a 1938 se denominó Bundesamt für Statistik (Oficina federal de Estadística) y tras la Segunda Guerra Mundial, de 1945 a 1999, llevó el nombre anteriormente mencionado de Österreichisches Statistisches Zentralamt.